# アリス十番
アリス十番（アリスじゅうばん）は、日本のメタルアイドルユニットである。愛称はアリ十または十番。仮面女子を構成する4ユニットのひとつ。所属事務所はアリスプロジェクト。

## 概要
ぴゅあふる、Prism、チェリーブロッサムのメンバーを中心としたアリスプロジェクト所属のタレントで結成された複合ユニットである。客席へのダイブ、ヘッドバンギングなどヘヴィメタルの要素を取り入れた、舞台パフォーマンスが特徴となっている。
ユニット名のアリス十番は、所属事務所名のアリスプロジェクトと、事務所の所在地である麻布十番を掛けたものである。ファンの総称は「デストロイヤー☆」。現センターは、2018年12月3日より森下舞桜が務めている。2013年1月4日から秋葉原の常設劇場P.A.R.M.S（パームス）で毎日公演を行っている。

### 結成の経緯
アリスプロジェクトが、2011年の『TOKYO IDOL FESTIVAL』に1コマの出演枠の権利を獲得できたものの、どのユニットを出演させようか迷った挙句に「全部のユニットを合体させてしまえ」という発想から生まれた。結成時にはアリス十番としての衣装はなく、ファン向けにも販売された黒いアリス十番ロゴ入りTシャツを衣装代わりに着用していた。
結成当初は、ぴゅあふるの拡大派生版という感の強いアリス十番であったが、2012年5月7日付けの事務所ブログ記事での発表以後は、アリス十番を「母体ユニット」として全ユニットの最上位に位置付け、ぴゅあふる他の既存のユニットは「派生ユニット」と呼ばれるようになった。姉妹ユニットのOZ（スチームガールズ結成前まで）、スチームガールズがアリス十番の候補生ユニットとして置かれていたが、2017年11月26日の超組閣よりアーマーガールズからの昇格も可能になった。

## メンバー
| 名前       | よみ          | 生年月日               | 出身地 | 愛称                   | 担当カラー | 推しの総称       | 備考                                                                                  |
| ---------- | ------------- | ---------------------- | ------ | ---------------------- | ---------- | ---------------- | ------------------------------------------------------------------------------------- |
| 涼邑芹     | すずむら せり | 1998年8月5日（26歳）   | 千葉県 | ちぇり                 | オレンジ   | すずむライダーズ | ぴゅあふる、トッピング☆ガールズFTTB、七代目トッピング☆ガールズ、アキバ仮面、kiraboshi |
| 森下舞桜   | もりした まお | 2002年11月11日（22歳） | 長野県 | まおぴ                 | 赤         | まおぴの森       | 2代目赤仮面(3代目センター)、Prism、ポイサン委員会、kiraboshi、カランコエ              |
| 陽向こはる | ひなた こはる | 1998年7月29日（26歳）  | 滋賀県 | こはるん、こはるちゃん | ピンク     | こはるーむめいと | トッピングガールズFTTB、Prism                                                         |

## 元メンバー
| 名前        | よみ            | 生年月日       | 出身地   | 備考                                                                                               |
| ----------- | --------------- | -------------- | -------- | -------------------------------------------------------------------------------------------------- |
| 麻 友美     | あさ ともみ     | 1992年3月9日   | 岐阜県   | 2011年9月9日脱退。元ほわいと☆milk。                                                                |
| 亀田 伶央奈 | かめだ れおな   | 1993年10月18日 | 東京都   | 2012年3月29日より謹慎の後、10月21日スチームガールズへ移籍。元Prism。                               |
| 綾瀬 亜美   | あやせ あみ     | 1991年9月2日   | 長野県   | 2012年3月29日脱退。元Prism。                                                                       |
| 鈴木 真実   | すずき まみ     | 1994年10月23日 | 埼玉県   | 2012年3月29日脱退。元Prism。                                                                       |
| 臺 真理絵   | うてな まりえ   | 1987年6月1日   | 東京都   | 2012年3月29日脱退。元チェリーブロッサム。                                                          |
| 綾川 小麦   | あやかわ こむぎ | 1991年8月14日  | 静岡県   | 2012年4月13日卒業。元ぴゅあふる。                                                                  |
| 藍川 千佳   | あいかわ ちか   | 1990年3月8日   | 福井県   | 2012年12月21日卒業。                                                                               |
| 塩谷 彩香   | しおたに さやか | 1992年9月24日  | 千葉県   | 2013年7月11日脱退。元ぴゅあふる・Prism。                                                           |
| 桐谷 真央   | きりたに まお   | 1993年10月6日  | 神奈川県 | 2013年7月21日卒業。元Prism。                                                                       |
| 月村 麗華   | つきむら れいか | 1986年8月21日  | 神奈川県 | 2013年7月28日卒業。翌年よりマネージャーを務める。元ぴゅあふる。                                    |
| 藤崎 麻美   | ふじさき あさみ | 1989年11月9日  | 東京都   | 2014年6月1日卒業。初代センター。元ぴゅあふる。                                                     |
| 早瀬 愛夢   | はやせ あむ     | 1990年10月18日 | 奈良県   | 2015年3月11日卒業。元チェリーブロッサム。                                                          |
| 渡辺 まあり | わたなべ まあり | 1989年8月2日   | 神奈川県 | 2015年4月12日卒業。元チェリーブロッサム。                                                          |
| 澤田 リサ   | さわだ りさ     | 1996年11月6日  | 長野県   | 2016年11月21日卒業。元Prism。                                                                      |
| 森 カノン   | もり かのん     | 1990年2月11日  | 北海道   | 2018年7月7日卒業。元ぴゅあふる。                                                                   |
| 神谷 えりな | かみや えりな   | 1991年10月15日 | 静岡県   | 2018年11月23日卒業。元チェリーブロッサム。                                                         |
| 立花 あんな | たちばな あんな | 1992年2月29日  | 東京都   | 2018年11月25日卒業。2代目センター・初代赤仮面。元チェリーブロッサム。                              |
| 水沢 まい   | みずさわ まい   | 1991年5月2日   | 大阪府   | 2018年12月29日卒業。元ぴゅあふる。                                                                 |
| 坂本 舞菜   | さかもと まな   | 1996年10月13日 | 神奈川県 | 2018年12月2日卒業。元ぴゅあふる。                                                                  |
| 桜 のどか   | さくら のどか   | 1990年8月12日  | 京都府   | 2018年12月30日卒業。元ぴゅあふる。初代リーダー。                                                   |
| 桜 雪       | さくら ゆき     | 1992年12月12日 | 三重県   | 2019年3月31日卒業。元チェリーブロッサム。                                                          |
| 小島 夕佳   | こじま ゆうか   | 1996年3月20日  | 新潟県   | 2019年9月15日卒業、スチームガールズへ移籍。                                                        |
| 楠木 まゆ   | くすのき まゆ   | 1992年10月13日 | 東京都   | 2020年12月29日卒業。2代目リーダー。元チェリーブロッサム。                                          |
| 川村虹花    | かわむら ななか | 1995年12月26日 | 神奈川県 | 2021年4月10日卒業。元Prism、アイドル妖怪カワユシ♥二代目ポイサン委員会。                            |
| 桑名利瑠    | くわなりる      | 1995年10月12日 | 大阪府   | 2021年6月19日卒業。元ぴゅあふる。                                                                  |
| 大鈴はるみ  | おおすずはるみ  | 2000年2月2日   | 神奈川県 | 2022年10月30日卒業。元ほわいと☆milk。                                                              |
| 海月咲希    | みつき さき     | 1995年9月16日  | 鹿児島県 | 2023年1月31日卒業。元Prism。                                                                       |
| 木下友里    | きのした ゆうり | 2002年3月3日   | 東京都   | 2023年2月11日卒業。3代目リーダー。元ぴゅあふる、トッピング☆ガールズFTTB、ポイサン委員会、kiraboshi |

## 活動略歴
2011年
- 7月、ぴゅあふる、Prism、チェリーブロッサムのメンバーに藍川千佳、麻友美を加えて結成。
- 8月17日、フジテレビ・お台場合衆国『NEW EAST LIVE』（みちのく合衆国ステージ）ライブ出演。
- 8月27日
  - 『TOKYO IDOL FESTIVAL2011 Eco & Smile』（フジテレビ湾岸スタジオ SKY STAGE）ライブ2公演出演。
  - テレビ東京系列『月刊MelodiX!』出演。
- 8月28日、『TOKYO IDOL FESTIVAL2011 Eco & Smile』（フジテレビ湾岸スタジオ、SMILE GARDEN、SKY STAGE、DOLL FACTORY）ライブ3公演出演。
- 9月3日、『シバポップフェスティバルVol.17〜 綾川小麦復活祭〜』、『シバポップフェスティバルVol.18〜 綾川小麦復活祭〜』（芝浦studioCube326[4]ARK）ライブ出演。
- 9月5日 - 25日、喫茶全力にて『アリス十番のマル・マル・モリ・モリ全力パーティー』開催。
- 9月9日、麻友美が脱退。
- 10月17日、チバテレビ『Girls pop'n Party』公開収録ライブ出演。同月、テレビ朝日『ちい散歩』のエンディングテーマ曲に『believe road』が決定(〜12月25日まで)

2012年
- 2月25日、TBS『情報7days ニュースキャスター』出演。
- 2月29日 - 3月6日、『マルイシティ渋谷&ヴィレッジヴァンガードPRESENTS トッピング☆ガールズ2.0 セカンドシングル発売イベント〜目指せオリコン1位!〜』（マルイシティ渋谷1階イベントスペース）ライブ出演。
- 3月22日、日本テレビ『ZIP!』、読売テレビ『朝生ワイド す・またん!』VTR出演。
- 3月24日、スカパー!ミュージックジャパンTV『Shohjo隊あいどる☆一番星』（秋葉原アソビットシティーホールB1）公開収録ライブ出演。
- 3月28日、TBS系列『世界の恐怖映像2012!超凄い!ありえない!春の絶叫祭り最強SP』ゲスト出演[5]。あっ!とおどろく放送局『東京・超人クラブ』ゲスト出演[6]。
- 3月29日、綾瀬亜美、臺真理絵、鈴木真実の3名の解雇、亀田伶央奈の謹慎処分を発表した[7]。
- 3月31日 - 4月8日、葛西臨海公園春まつり『東日本大震災復興支援イベント believe nippon〜信じるという心。信じるという絆。〜』（葛西臨海公園展望広場）イメージアイドルユニット[8]。
- 4月13日、綾川小麦がアリス十番から卒業したことが発表された。
- 4月16日、麻友美が再加入。
- 4月21日 - 4月22日、春のラジ館まつり2012『ラジオ会館カレーまつり』（ベルサール秋葉原1Fイベントホール）ライブ出演[9]。
- 4月25日、桐谷真央がアリス十番メンバーとして秋葉工房プロデュースの選抜ユニット「ALLOVER」に参加（9月28日卒業）[10]。
- 5月13日、アリス十番の候補生ユニット「OZ（オズ）」が結成される[11]。
- 8月4日 - 5日、『TOKYO IDOL FESTIVAL2012』ライブ出演。一部のステージでダイブを自重した。
- 9月1日、『EAT THE ROCK 2012〜竜王食音祭〜』ライブ出演。
- 9月15日、『イナズマロックフェス2012（エンタメステージ）』ライブ出演。
- 9月28日、『ALLOVER主催アイドルスタジアム 』ライブ出演[12]。
- 10月21日、アリス十番の候補生ユニット「スチームガールズ」が結成される[13]。
- 12月2日、麻友美が自身のブログでアリス十番からは脱退することを表明した。
- 12月23日、常設劇場P.A.R.M.Sこけら落とし『アリスマス』初日。
- 12月24日、常設劇場P.A.R.M.S『アリスマス』2日目。
- 12月25日、常設劇場P.A.R.M.S『アリスマス』アフターパーティ。
- 12月30日、芝浦主催ライブアリス十番ファンの総称を「デストロイヤー☆」と命名。
- 12月31日、P.A.R.M.Sカウントダウンライブ4公演（お昼の部、無銭の部、夜の部、年越しの部）。

2013年
- 1月1日、立花あんなが新センター。
- 1月1日、年越しの部にて新曲『アリスのロッキン・ホラー・ショー』発表＆プレス版販売。
- 1月3日、アイパラ 1st Anniversary Live 『アイドル初詣』。
- 1月4日 - 1月6日、常設劇場P.A.R.M.S 3部制ライブ。
- 1月7日 - 1月11日、常設劇場P.A.R.M.S 2部制ライブ。
- 1月8日、新宿LOFT『master+mind』presents【Rock is Culture 2013】。
- 1月12日、秋葉原UDXでの『第3回秋葉原発!萌えクィーンコンテスト』にゲストライブ出演。
- 4月3日、常設劇場P.A.R.M.Sにてワンマンライブを行った。
- 7月11日、塩谷彩香が脱退。
- 7月21日、桐谷真央が卒業[14]。
- 7月28日、月村麗華が卒業[15]。
- 8月4日、川村虹花が加入[16]。

2014年
- 4月6日、桜雪が加入[17]。
- 5月3日、仮面女子としてZepp Tokyoにてワンマンライブを行う[18]。
- 6月1日、藤崎麻美が卒業。
- 6月21日、仮面女子として『第10回宮古島ロックフェス』[19]ライブ出演[20]。

2015年
- 3月11日、早瀬愛夢が卒業を発表。
- 4月12日、渡辺まありが卒業[21]。
- 4月26日、澤田リサが加入(不定期出演)[22]。
- 11月28日、澤田リサが休養に入ることを発表[23]。

2016年
- 4月30日、パセラリゾーツ横浜関内店グレースバリにてワンマンライブを行う。
- 11月21日、澤田リサが卒業と芸能界引退を発表[24]。

2017年
- 8月13日、『仮面女子☆パセラ伍箇所同時ワンマン〜真夏の頂上決戦〜』が開催され、パセラリゾーツ横浜関内店グレースバリにてワンマンライブを行う[25][26]。新曲『2die4』が初披露された。

2018年
- 1月20日、神谷えりな、小島夕佳、水沢まい、坂本舞菜、楠木まゆが加入。
- 7月7日、2部公演にて、森カノンが卒業。
- 10月、年内をもっての神谷えりな、桜のどか、立花あんな、坂本舞菜、水沢まいの5人の卒業を発表[27][28]。桜、立花2名を除く3名は所属事務所からも退所する。
- 11月23日、2部公演にて、神谷えりなが卒業。
- 11月25日、2部公演にて、立花あんなが卒業。
- 12月2日、2部公演にて、坂本舞菜が卒業。
- 12月17日、2部公演にて、森下舞桜、木下友里、涼邑芹が加入。
- 12月29日、2部公演にて、水沢まいが卒業。
- 12月30日、2部公演にて、桜のどかが卒業。

2019年
- 3月31日、2部公演にて、桜雪が卒業。
- 9月15日、1部公演にて、小島夕佳が卒業。※スチームガールズへ移籍
- 9月15日、2部公演にて、海月咲希、桑名利瑠が加入。

2020年
- 12月29日、2部公演にて、楠木まゆが卒業。

2021年
- 4月4日、組閣発表にて木下友里のリーダー就任が発表された。
- 4月10日、2部公演にて、川村虹花が卒業。
- 6月19日、2部公演にて、桑名利瑠が卒業。
- 6月20日、2部公演にて、大鈴はるみ、陽向こはるが加入。

2022年
- 10月30日、2部公演にて、大鈴はるみが卒業。

2023年
- 1月31日、1部公演にて、海月咲希が卒業。
- 2月11日、2部公演にて、木下友里が卒業。

## ラジオ
- アリス十番のDEATH☆TROY NIGHT!（2013年4月1日 - 6月24日、NACK5）[29][30]

## 楽曲
- 夏だね☆
- シンデレラ
- Dive-E
- LOVE&JOY
- Believe road　：テレビ朝日『ちい散歩』エンディングテーマ
- スケルトンスカイ
- 真・アドベンチャー
- 負けないで☆
- リア充に負けないで★
- ハピ☆バデ
- アリスのロッキン・ホラー・ショー
- 全開☆ヒーロー
- MAD-CROC☆BANGING　：エナジードリンク『MAD-CROC』オフィシャルソング[31]
- Fusion☆Girl
- ニコニコキノコフレンズ
- アリスの時間
- 最強☆サマー
- FLY HIGH !!!!!!!
- ジャンピン☆ベイベー
- 虹花　　：2015年川村虹花生誕祭で発表された幻の楽曲、よく似た「二十歳(はたち)」という楽曲もアリ
- はなびらひとひら
- 2die4
- マイ☆メン
- スーパー☆ストレート
- 記憶色

### シングル
アリス十番名義
- 夏だね☆/負けないで☆/リア充に負けないで★（2012年7月4日初回版 CD+DVD Limited Edition)
- 夏だね☆/負けないで☆（2012年7月4日）

アリス十番×スチームガールズ「仮面女子」名義
- 「仮面女子」（2013年3月6日）オリコンデイリー6位[32]、ウイークリー13位。[33][34]

1. 全開☆ヒーロー（アリス十番）
2. HIGH and LOW（スチームガールズ）
3. Wohhhh!!!!☆（アリス十番×スチームガールズ）

- 妄想日記（2013年12月11日）オリコンデイリー3位、ウイークリー4位。

1. 妄想日記　：シドのカバー曲
2. 天地-AMATSUCHI-　：オンラインゲーム「真・女神転生IMAGINE」タイアップ曲
3. ハル・メギド　※3曲目はCDのタイプ(A～F)により異なる。

### （ユニット）
- 仮面女子
- AliceProject -Official Site- - ウェイバックマシン（2010年8月6日アーカイブ分）
- アリス十番 Official Web Site - ウェイバックマシン（2012年2月20日アーカイブ分）
- ダイブするアイドル＠アリス十番Facebook
- アリス十番 Official　BLOG

### （旧メンバー）
- 桜のどか「桜ワン☆さか のどかな毎日」
- 立花あんな「立花あんなのあんないずでいず♪」
- 森カノン「可ノン性は無限大∞!!!」
- 川村虹花「川村虹花のなあちゃんにっき♪」
- 桜雪「桜雪の東大のすすめ」
- 澤田リサ「子どもじゃないもん。
- 塩谷彩香のぴぃ☆にっき
- 早瀬愛夢のあむにゃん戯れにっき
- 桐谷真央のfrom mao.